# Imre Szabics
Imre Szabics [ˈimrɛ ˈsɒbiʧ] (* 22. März 1981 in Szeged) ist ein ehemaliger ungarischer Fußballspieler und jetziger -trainer.

## Spielerkarriere

### Verein
Seine Profikarriere begann der Stürmer im Jahr 1998 beim ungarischen Klub Ferencvárosi TC in Budapest. Hiernach wechselte Szabics 1999 zum SK Sturm Graz nach Österreich. Der VfB Stuttgart holte ihn im Jahr 2003 in die Fußball-Bundesliga. Dort hatte er nach einer guten Saison an der Seite von Kevin Kurányi in der Saison 2004/05 zunehmend die Reservistenrolle inne.
Trotz laufendem Vertrag wechselte Szabics im Alter von 24 Jahren zur Saison 2005/06 zum Bundesliga-Aufsteiger 1. FC Köln, da er sich dort mehr Einsätze erhoffte. Der Einstand verlief dort verletzungsbedingt unglücklich und Szabics musste aufgrund einer langwierigen Schambeinverletzung das Fußballjahr 2005 vorzeitig beenden und schaffte es auch in der Rückrunde nicht, sich einen Stammplatz zu erkämpfen. Zur Saison 2006/07 wechselte der Stürmer zum Bundesligisten 1. FSV Mainz 05. Dort verpasste er verletzungsbedingt die Hälfte der Hinrunde, schoss aber direkt in seinem zweiten Spiel von Anfang an das erste Tor. Dennoch entwickelte er sich nicht zum erhofften Torjäger und kam in der Rückrunde hauptsächlich als Joker zum Einsatz. Nach der Saison 2006/07 wechselte Szabics zu FC Augsburg. In der Sommerpause 2010 kehrte Szabics zu Sturm Graz zurück. Der Ungar unterschrieb einen Dreijahresvertrag. In seinem ersten Spiel für die Grazer am ersten Spieltag erzielte er am 17. Juli 2010 zwei Treffer beim 3:0-Sieg bei der SV Ried. Am Ende der Saison wurde der Ungar mit Sturm Graz österreichischer Meister.
Szabics erzielte in 80 Fußball-Bundesliga-Spielen 17 Tore, davon 14 für den VfB Stuttgart. Er wurde mit Ferencváros Budapest ungarischer Vizemeister, mit dem SK Sturm österreichischer Meister und Vizemeister und nahm sowohl mit Stuttgart als auch mit Sturm an der UEFA Champions League teil. Seinen wohl größten Auftritt hatte Szabics im Champions-League-Spiel des VfB Stuttgart gegen Manchester United, in dem er das 1:0 für die Schwaben schoss und das 2:0 durch Kevin Kurányi vorbereitete. Der VfB gewann am Ende mit 2:1.
Im Oktober 2013 beendete Szabics seine aktive Karriere und ist seitdem als Scout bei Sturm Graz tätig. Zwischen September 2014 und Oktober 2015 war er auch Co-Trainer der ungarischen Fußballnationalmannschaft.

### Nationalmannschaft
Szabics war in diversen ungarischen Jugendnationalauswahlen aktiv. Sein Debüt für die ungarische A-Nationalmannschaft gab er am 30. April 2003 gegen die luxemburgische Nationalmannschaft und erzielte dabei zwei Tore. Im selben Jahr wurde er zu Ungarns Fußballer des Jahres gewählt.

## Trainerkarriere
Am 1. Oktober 2014 wurde Szabics, der die UEFA-A-Lizenz besitzt, zum Co-Trainer von Teamchef Pál Dárdai der ungarischen Fußballnationalmannschaft bestellt. Nach Dárdais Abgang blieb er unter dem neuen Teamchef Bernd Storck bis 20. 2015 Assistenztrainer.
Mit 1. Juni 2016 wurde Szabics als Co-Trainer von Franco Foda beim SK Sturm Graz verpflichtet.
Mit der Bestellung von Franco Foda zum Teamchef der österreichischen Fußballnationalmannschaft per 1. Jänner 2018 wechselten seine beiden Assistenztrainer Thomas Kristl und Imre Szabics ebenfalls zum ÖFB und assistieren Foda seither bei seiner Tätigkeit. Bereits im November 2017 absolvierte das Gespann interimistisch einen Trainingslehrgang sowie ein Länderspiel gegen Uruguay. Am 26. Februar 2021 wurde der Abgang von Szabics vom österreichischen Nationalteam und die Übernahme der Position als Cheftrainer des ungarischen Erstligisten Fehérvár FC mit 1. April 2021 bekanntgegeben.
Zur Saison 2022/23 heuerte Szabics erneut als Co-Trainer von Franco Foda beim amtierenden Schweizer Meister FC Zürich an. Nach acht Spieltagen lag der Klub mit nur zwei Unentschieden auf dem vorletzten Tabellenplatz. Daraufhin wurde Szabics gemeinsam mit Foda und Co-Trainer Thomas Kristl am 21. September 2022 entlassen. Szabics erhielt die Möglichkeit, nach seiner Entlassung als Chef-Trainer der 2. Mannschaft vom FC Zürich zu agieren.
Am 6. August 2024 wurde Szabics weiterer Co-Trainer von Jess Thorup beim FC Augsburg. Nach dessen Entlassung im Mai 2025 setzte Szabics seine Tätigkeit als Assistent unter Thorups Nachfolger Sandro Wagner fort.